# Мармироло
Мармиро̀ло (на италиански: Marmirolo, на местен диалект: Marmiröl, Мармирьол) е градче и община в Северна Италия, провинция Мантуа, регион Ломбардия. Разположено е на 30 m надморска височина. Населението на общината е 7876 души (към 2014 г.).